# Gmina Ostrów Lubelski
Die Gmina Ostrów Lubelski ist eine Stadt-und-Land-Gemeinde im Powiat Lubartowski der Woiwodschaft Lublin in Polen. Ihr Sitz befindet sich in der gleichnamigen Stadt mit 2131 Einwohnern.

## Gliederung
Zur Stadt-und-Land-Gemeinde (gmina miejsko-wiejska) gehören neben der Stadt Ostrów Lubelski folgende zwölf Ortschaften mit einem Schulzenamt (solectwo):
Bójki
Jamy
Kaznów
Kaznów-Kolonia
Kolechowice Drugie
Kolechowice Pierwsze
Kolechowice-Folwark
Kolechowice-Kolonia
Rozkopaczew I
Rozkopaczew II
Rudka Kijańska
Wólka Stara Kijańska